# Стражи Галактики: Праздничный спецвыпуск
«Стра́жи Гала́ктики: Пра́здничный спецвы́пуск» (англ. The Guardians of the Galaxy Holiday Special) — американский специальный телевизионный выпуск, созданный, написанный и поставленный Джеймсом Ганном для стримингового сервиса Disney+ и основанный на одноимённой команде супергероев из комиксов издательства Marvel Comics. Это второй телевизионный спецвыпуск медиафраншизы «Кинематографическая вселенная Marvel» (КВМ), связанный с фильмами франшизы. Производством занималась Marvel Studios, сюжет рассказывает о том, как Стражи Галактики отмечают Рождество и отправляются на Землю за подарком для своего лидера Питера Квилла.
Крис Прэтт (Квилл), Дэйв Батиста, Карен Гиллан, Пом Клементьефф, Вин Дизель, Брэдли Купер, Шон Ганн и Майкл Рукер вернулись к своим ролям, исполненным ими в фильмах киновселенной; также в спецвыпуске снимались рок-группа Old 97’s и Кевин Бейкон. Ганн работал над концепцией спецвыпуска в процессе производства фильма «Стражи Галактики. Часть 2» (2017), официально о нём было объявлено в декабре 2020 года. Съёмки прошли в Атланте и Лос-Анджелесе с февраля по конец апреля 2022 года одновременно с производством фильма «Стражи Галактики. Часть 3» (2023).
Спецвыпуск вышел на Disney+ 25 ноября 2022 года и стал завершением Четвёртой фазы КВМ. Проект получил положительные отзывы от критиков за юмор, режиссуру Ганна и выступление Батисты, Клементьефф и Бейкона.

## Сюжет
Краглин Обфонтери рассказывает Стражам историю о том, как Йонду Удонта испортил Рождество Питеру Квиллу в детстве. Мантис и Дракс обсуждают идеальный подарок для Квилла; последний всё ещё в депрессии из-за разрыва с Гаморой. Мантис также напоминает Драксу, что она единокровная сестра Квилла от Эго, но не решает говорить Питеру правду, чтобы не вызвать негативных эмоций из-за ужасных деяний их отца. Мантис и Дракс отправляются на Землю и ищут героя детства Квилла — Кевина Бейкона.
Они приземляются в Голливуд-Хилсе (Калифорния), и в конце концов владелица туристического магазина даёт им карту, с помощью которой герои находят дом Бейкона. Тот ждёт возвращения своей семьи домой и напуган появлением Мантис и Дракса. Он пытается сбежать, но Мантис вводит его в транс, используя свои силы. После они узнают, что Бейкон — актёр, а не настоящий герой, и разочаровываются. Далее Стражи устраивают сюрприз Квиллу с празднованием Рождества, но он приходит в ярость, когда узнаёт, что Бейкона похитили, и приказывает вернуть его домой. Однако Обфонтери убеждает Бейкона остаться, рассказывая ему, как он вдохновил Квилла на героизм. Бейкон соглашается остаться и отпраздновать Рождество со Стражами. Позже Квилл и Мантис примиряются, и последняя рассказывает, что она его сестра. Квилл в свою очередь раскрывает полную историю с Йонду и говорит, что Удонта всё же принял рождественский подарок Питера и подарил ему свои бластеры.

## Актёры и персонажи
- Крис Прэтт — Питер Квилл / Звёздный Лорд:
Наполовину человек, наполовину Целестиал и лидер Стражей Галактики. Будучи ребёнком, был похищен с Земли группой воров и контрабандистов, называемых Опустошителями. Квилл расстроен смертью Гаморы в фильме «Мстители: Война бесконечности» (2018), что побуждает других Стражей отыскать подарок, который сможет его приободрить[1]. Люк Клейн сыграл молодого Питера Квилла в анимационных флешбэках, заменив Уайатта Олеффа, исполнившего эту роль в фильмах фильмах «Стражи Галактики» (2014) и «Стражи Галактики. Часть 2» (2017)[2].
- Дэйв Батиста — Дракс Разрушитель: Член Стражей и высококвалифицированный воин, чью семью убил Танос[1].
- Карен Гиллан — Небула: Член Стражей, инопланетянка-киборг и сирота и убийца. Танос обучил Небулу быть его личной убийцей[1].
- Пом Клементьефф — Мантис: Член Стражей с эмпатическими способностями[1].
- Вин Дизель — Грут: Член Стражей, древоподобный гуманоид и компаньон Ракеты[1].
- Брэдли Купер — Ракета: Член Стражей, генетически модифицированный енот, охотник за головами, мастер оружия и тактики[1].
- Шон Ганн — Краглин Обфонтери: Член Стражей и бывший первый помощник Йонду Удонты[3].
- Old 97’s — инопланетная музыкальная группа с Забвения[4]. Вокалист группы Ретт Миллер[англ.] сыграл Бзермикитоколока, а его коллеги по группе Марри Хэммонд, Кен Бети и Филип Пиплз — Кортолбукалию, Слаявастоджу и Флоко соответственно[5].
- Майкл Рукер — Йонду Удонта:
Космический пират с синей кожей и бывший член Стражей, выступавший в качестве отцовской фигуры для Квилла и умерший в фильме «Стражи Галактики. Часть 2» (2017)[6][7]. Рукер сыграл Йонду в анимационных флешбэках[8].
- Кевин Бейкон в роли вымышленной версии самого себя, кумира Квилла, которого похищают Дракс и Мантис[9].

Мария Бакалова озвучила Космо, разумную собаку, которую СССР отправил в космос; в реальном времени Космо сыграла собака-актёр Слейт, заменившая в этой роли Фреда, исполнителя роли в фильмах «Стражи Галактики» и «Стражи Галактики. Часть 2». Также звучит голос жены Бейкона Киры Седжвик. Флула Борг сыграл бармена, работающего в баре в Голливуде, куда заходят Мантис и Дракс.

## Производство

### Разработка
В декабре 2020 года президент Marvel Studios Кевин Файги анонсировал специальный праздничный выпуск о Стражах Галактики, режиссёром и сценаристом которого назначили Джеймса Ганна, работавшего над полнометражными фильмами об этой команде. «Праздничный спецвыпуск» стал первым проектом, разработанным Marvel Studios для стримингового сервиса Disney+, был задуман Ганном ещё во время производства фильма «Стражи Галактики. Часть 2» (2017) и изначально разрабатывался для телеканала ABC. Ганн добавил, что спецвыпуск будет каноном Кинематографической вселенной Marvel (КВМ), и отметил, что в детстве был поклонником «праздничного выпуска „Звёздных войн“» (1978) и таких анимационных рождественских спецвыпусков, как «Приключения оленёнка Рудольфа» (1964) и «Как Гринч украл Рождество» (1966).
Хронометраж праздничного спецвыпуска составляет 42 минуты, его характеризуют как «специальную презентацию Marvel Studios». Файги, Луис Д’Эспозито, Виктория Алонсо, Брэд Уиндербаум, Сара Смит и Саймон Хэтт являются исполнительными продюсерами наряду с Ганном.

### Сценарий
Ганн назвал спецвыпуск «одной из моих самых любимых историй», с сюжетом «максимально безумным и весёлым», с которым он «постоянно беспокоил [Файги] на протяжении многих лет». Ганн закончил сценарий в апреле 2021 года, хотя первоначальный вариант он написал «много лет назад». Ганн написал сценарий за несколько часов и отметил, что ввести в повествование Кевина Бейкона он решил практически сразу после того, как придумал сюжет спецвыпуска.
В спецвыпуске представлен основной актёрский состав «Стражей», а в центре истории находятся Дракс и Мантис. Ганн решил сделать основной акцент на их взаимоотношениях, так как посчитал, что в своих появлениях между «Частью 2» и «Стражами Галактики. Часть 3» (2023) они были «отодвинуты на второй план». Он описал их дуэт как «что-то типа Эбботта и Костелло, но с двумя Костелло». Исполнительница роли Мантис Пом Клементьефф назвала «Праздничный спецвыпуск» «очень глупым, смешным и милым» и при этом «укоренившийся в чём-то более глубоком, более прекрасном и задушевном».
Время действия установлено между фильмами «Тор: Любовь и Гром» (2022) и «Стражи Галактики. Часть 3». Ганн отметил, что некоторые части спецвыпуска помогут в работе над материалами «Части 3», и назвал «Праздничный спецвыпуск» «Троянским конём», позволяющим представить важные для «Части 3» элементы, чтобы ему не пришлось объяснять их в начале фильма. К этому материалу относится дополнение истории Стражей новыми событиями, такими как их работа в пределах Забвения, новый корабль под названием «Боуи», новый член команды в лице Космической собаки Космо и «ещё несколько больших спойлерных моментов». Ганн описал спецвыпуск как эпилог Четвёртой фазы КВМ.

### Кастинг
Крис Прэтт, Дэйв Батиста, Вин Дизель, Брэдли Купер, Карен Гиллан, Пом Клементьефф и Шон Ганн повторили роли Стражей Галактики: Питера Квилла / Звёздного Лорда, Дракса Разрушителя, Грута, Ракеты, Небулы, Мантис и Краглина Обфонтери соответственно, а Майкл Рукер также вернулся к роли Йонду Удонты. В октябре 2022 года стало известно о том, что Кевин Бейкон сыграл вымышленную версию себя, а Мария Бакалова озвучила Космическую собаку Космо перед появлением персонажа в «Части 3». Бакалова также предоставила Космо внешность посредством технологии захвата движения, а на площадке роль исполнила собака-актриса Слейт, заменившая Фреда, появившегося в фильмах «Стражи Галактики» (2014) и «Стражи Галактики. Часть 2». В спецвыпуске также появляются члены музыкальной группы Old 97’s, сыгравшие инопланетян-музыкантов, а кроме того, звучит голос жены Бейкона Киры Седжвик.

### Съёмки
Съёмки спецвыпуска начались в феврале 2022 года на студии Trilith Studios в Атланте под рабочим названием «Поп-тарт». Производство проходило одновременно со съёмками фильма «Стражи Галактики. Часть 3», которые начались 8 ноября 2021 года и продлились до начала мая 2022 года, с использованием тех же декораций. Оператором спецвыпуска и триквела выступил Генри Брэйем, ранее работавший над «Частью 2» (2017). Ганну понравилась возможность начать работу над спецвыпуском после съёмки сцен для «Части 3» с учётом разницы в настроении между фильмами, так как «Часть 3» была более «эмоциональной», и он сказал, что снимать «Праздничный спецвыпуск» ему было легче, чем «Часть 3».
Изначально предполагалось, что спецвыпуск и триквел будут сниматься одновременно в 2019 году, но производство неоднократно переносилось. В марте 2022 года съёмки проходили в загородном частном гольф-клубе Атланты с использованием различных рождественских украшений. В начале января 2022 года в Лос-Анджелесе ожидалось проведение однодневных съёмок, которые не состоялись из-за распространения омикрон-штамма коронавируса. 28 апреля 2022 года Батиста и Клементьефф приняли участие в съёмке у Китайского театра TCL. На съёмочной площадке были замечены различные рождественские украшения и плакаты с изображением Кинго, персонажа Кумэйла Нанджиани из «Вечных» (2021). Съёмки спецвыпуска завершились к концу апреля 2022 года.

### Пост-продакшн
Грег Д’Аурия выступает монтажёром спецвыпуска, а Стефан Черетти — супервайзером визуальных эффектов. Эффекты для спецвыпуска созданы студиями Framestore, Rodeo FX, Crafty Apes, Sony Pictures Imageworks, Industrial Light & Magic, Wētā FX, Gradient / Secret Lab и Perception. Анимационные флешбэки были сняты в реальном времени и перенесены в мультипликационный формат при помощи фотоперекладки, на что Ганна вдохновили работы Ральфа Бакши.

### Музыка
В январе 2022 года Джеймс Ганн подтвердил, что композитор «Части 3» Джон Мёрфи также напишет музыку к спецвыпуску. Ганн «очень рано» отобрал песни для проекта. Он написал текст вступительной песни «I Don’t Know What Christmas Is (But Christmastime Is Here)» и сочинил её при поддержке члена группы Old 97’s Ретта Миллера. Для концовки спецвыпуска была использована уже существующая песня Old 97’s, заново записанная при участии Бейкона. Музыка, написанная Мёрфи, была выпущена вместе с компиляционным альбомом 23 ноября 2022 года лейблами Hollywood Records и Marvel Music.
Вся музыка написана Джоном Мёрфи, если не указано иное.
| №                   | Название                                                     | Исполнитель(и)          | Длительность |
| ------------------- | ------------------------------------------------------------ | ----------------------- | ------------ |
| 1.                  | «I Don’t Know What Christmas Is (But Christmastime Is Here)» | Old 97’s                | 3:03         |
| 2.                  | «How Yondu Ruined Christmas»                                 |                         | 1:34         |
| 3.                  | «Telekinesis»                                                |                         | 1:42         |
| 4.                  | «Kevin at Home»                                              |                         | 1:57         |
| 5.                  | «Chasing Kevin»                                              |                         | 1:22         |
| 6.                  | «Mantis Fights Back»                                         |                         | 1:35         |
| 7.                  | «He’s an Actor!»                                             |                         | 1:17         |
| 8.                  | «The Best Christmas Present»                                 |                         | 2:25         |
| 9.                  | «Kraglin Explains»                                           |                         | 1:26         |
| 10.                 | «How the Story Really Ended»                                 |                         | 1:29         |
| 11.                 | «Mantis Reveals Her Secret»                                  |                         | 1:28         |
| 12.                 | «Here It Is Christmastime»                                   | Кевин Бейкон и Old 97’s | 3:26         |
| Общая длительность: | Общая длительность:                                          | Общая длительность:     | 22:44        |

| №   | Название                                                     | Исполнитель(и)                        | Длительность |
| --- | ------------------------------------------------------------ | ------------------------------------- | ------------ |
| 1.  | «Dead by X-Mas»                                              | Hanoi Rocks                           | 2:58         |
| 2.  | «Christmas Treat»                                            | Джулиан Касабланкас                   |              |
| 3.  | «Mrs. Claus»                                                 | Little Jackie                         |              |
| 4.  | «Just Like Christmas»                                        | Low                                   | 3:08         |
| 5.  | «Christmastime»                                              | The Smashing Pumpkins                 | 3:18         |
| 6.  | «Fairytale of New York»                                      | The Pogues при участии Кирсти Макколл | 4:33         |
| 7.  | «Christmas Wrapping»                                         | The Waitresses                        | 4:30         |
| 8.  | «Is This Christmas?»                                         | The Wombats                           | 3:34         |
| 9.  | «I Want an Alien for Christmas»                              | Fountains of Wayne                    |              |
| 10. | «I Don’t Know What Christmas Is (But Christmastime Is Here)» | Old 97’s                              | 3:03         |
| 11. | «Here It Is Christmastime»                                   | Кевин Бейкон и Old 97’s               | 3:26         |

## Маркетинг
В августе 2022 года компания Lego объявила, что выпустит адвент-календарь, приуроченный к выходу спецвыпуска; набор поступил в продажу 1 сентября. Официальный трейлер вышел 25 октября 2022 года. Аманда Ламадрид из Screen Rant увидела в трейлере «дикую и согревающую душу возню» и «большую проницательность относительно дикого сюжета». Ламадрид отметила изображение «в очаровательной манере одной из классических шуток серии», а именно того момента, когда Квилл упоминал Кевина Бейкона как «величайшего героя на Земле» в фильме «Стражи Галактики». В ноябре 2022 года компания Vivint выпустила рекламный ролик для продвижения спецвыпуска и своего продукта. 23 ноября на Disney+ вышли два эпизода сериала «Marvel Studios: Легенды» о Драксе и Мантис с использованием кадров из предыдущих фильмов КВМ с их участием, однако вскоре эпизоды были удалены с сервиса.

## Премьера
«Стражи Галактики: Праздничный спецвыпуск» вышел на стриминговом сервисе Disney+ 25 ноября 2022 года. 18 ноября в офисе компании NeueHouse в Голливуде прошёл специальный показ. Проект стал завершением Четвёртой фазы КВМ.

## Отзывы
Алекс Стедман из IGN поставила выпуску 9 баллов из 10 и назвала Пом Клементьефф в роли Мантис его звездой. Джордан Моро из Variety среди плюсов эпизода выделил «отличные песни и несколько неожиданных камео». Молли Фриман из Screen Rant посчитала, что спецвыпуску не достаёт того, что делает фильмы о Стражах Галактики лучше.